# 旗振り通信

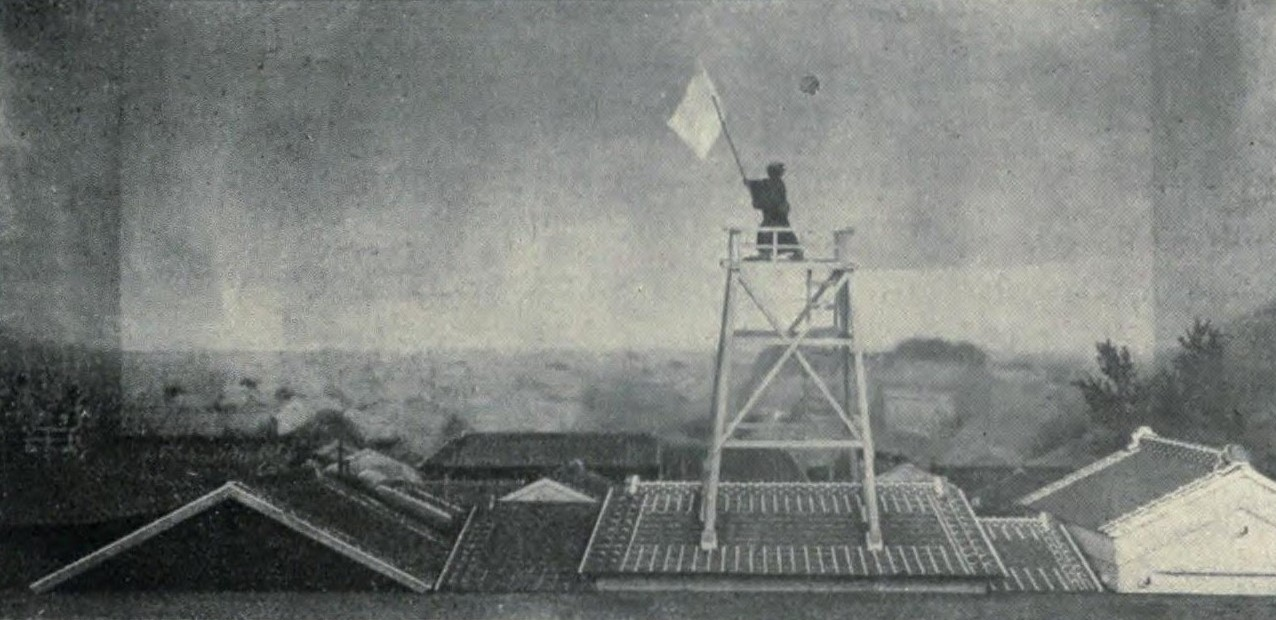
旗振りによる通信

旗振り通信（はたふりつうしん）は、江戸時代中期から明治期にかけての日本で、米相場などの情報を伝えるために活用されていた、旗などを用いた通信システム（大型手旗信号の一種）である。「気色見」（けしきみ）、「米相場早移」（こめそうばはやうつし）、「遠見」（とおみ）ともいう。

## 歴史
旗振り通信は江戸時代中期、全国の米価の基準であった大坂の米相場をいち早く他の地域に伝達するため、さらに地方の相場を大坂に伝えるために考案された。起源は紀伊國屋文左衛門が江戸で米相場を伝達するために色のついた旗を用いたことにあるといわれており、旗振り通信が初めて登場した文献は1743年（寛保3年）の戯曲『大門口鎧襲』とされている。
従来、米相場の伝達には飛脚（米飛脚）・挙手信号・狼煙などが利用されており、江戸幕府は米飛脚を保護するため旗振り通信禁止の触れ書きを出した。ただし禁止令は摂津国、河内国、播磨国の3国に対してのみ言い渡されたものであったため、堂島から飛脚を住吉街道を通って和泉国松屋新田まで走らせ、そこから大和国十三峠、山城国乙訓郡大原野（小塩山）、比叡山、大津へ抜けるルートを使って情報伝達が行われた。
1865年（慶応元年9月）、イギリス・フランス・オランダの軍艦が兵庫沖に現れた際に旗振り通信によって速報がされたのをきっかけに禁止令は解かれた。以降旗振り通信は盛んに行われ、明治には政府公認の仕事となり、相場師、めがね屋などと呼ばれた。
1893年（明治26年）3月に大阪に電話が開通すると次第に電話にとって代わられ、1918年（大正7年）に完全に廃れた。

## 通信の方法
昼間は旗、夜間は松明（松明を用いる方法を「火振り」という）や提灯（都市近郊）が用いられた。旗の色は基本的に、背後に障害物がある場合は白、ない場合は黒であった。伊勢・伊賀では赤い旗も用いられていた。旗の視認には望遠鏡や双眼鏡が用いられた。旗の大きさは晴天時は横60cm×縦105cmまたは横100cm×縦150cm（小旗）、曇天時は横90cm×縦170cmまたは横120cm×縦200cmのもの（大旗）が用いられた。大旗については180cm×180cmのものを用いたという証言もある。旗の竿は長さ240cmないし300cmほどであった。
旗振りを行う場所（旗振り場）の間隔は、明治時代には長くて3里半（14km）から5里半（22km）であった。天候が悪く見通しの低い時には低地に臨時の旗振り場が設けられた。旗振り場には平地では櫓、山では丸太や石で造った旗振り台や小屋が設けられた。かつて旗振り場であった場所には、旗を差し込むための穴が開いた岩や通信方向の目印をつけた岩が残されていることもある。旗振り場となった山は旗振山、相場振山、相場取山、相場山、旗山、高旗山、相場ヶ裏山、相場の峰などと呼ばれた。柴田昭彦によると、正式な山名に「相場」が含まれる場合はすべてかつて旗振り場であった山で、「旗」が含まれる場合も旗振り場であった可能性がある。「旗」が「畑」に転じている場合（畑山、高畑山など）もある。
旗振り場となっていた山は見晴らしがよいため、旗振山 (神戸市)のように無線中継所が設置され、現代においても情報通信の拠点として活用されているケースがある。

## 速度
熟練した者によってスムーズに旗振りが行われた場合、1回の旗振りを約1分で行うことができたと考えられ、旗振り場の間隔を3里（12km）とした場合、通信速度は時速720kmということになる。大阪から和歌山まで十三峠経由で3分、天保山経由で6分、京都まで4分、大津まで5分、神戸まで3分ないし5分または7分、桑名まで10分、三木まで10分、岡山まで15分、広島まで27分で通信できたといわれている。江戸までは箱根を超える際に飛脚を用いて1時間40分前後または8時間であった。
なお、1981年（昭和56年）に大阪・岡山間で行われた実験（後述）では2時間を要している。これについて柴田昭彦は視界の悪さにより中継点の数が増えていることを割り引いても、当時の相場師がすぐれた技能を有していたことがうかがえると述べている。

## 通信方法
旗を振る位置・回数・順序に意味を込め、情報を伝達した。単純なものは旗を振る向き（前後左右）で桁数、回数で数字を伝えるというものだが、第三者に通信内容を知られてしまうリスクがある。複雑化したものとしては以下のような方法がある。
- 上げ相場 - 左横上で二振
- 下げ相場 - 右横下で二振

- 1銭 - 右横斜下
- 2銭 - 右横
- 3銭 - 右横上下二振
- 4銭 - 右横斜上
- 5銭 - 直立
- 6銭 - 左横斜下
- 7銭 - 左横
- 8銭 - 左横上下二振
- 9銭 - 左横斜上
- 10銭 - 直立二振
- 20銭 - 右横、直立二振
- 30銭 - 右横上下二振、直立上下二振
- 40銭 - 右横斜上、直立上下二振
- 50銭 - 直立前倒、直立上下二振
- 60銭 - 左横斜下、直立上下二振
- 70銭 - 左横、直立上下二振
- 80銭 - 左横上下二振、直立上下二振
- 90銭 - 左横斜上、直立二振
- 1円 - 直立、大きく左右に振る

通信方法に間違いがないかどうかを確認するために、あらかじめ決めておいた数をあわせて通信した。これを合い印という。また、他人が通信を盗み見ることへの対策として、旗で通信する数字を実際よりも増減させることをあらかじめ決めておき、他人が盗み見ても役に立たないようにした。これを台付という。

## 視界不良時
雨天時など視界が悪く旗振り通信が使えない場合は、視界が回復するまで待つか、飛脚を使った。明治後期には電報が使われた。

## 旗振り通信の再現実験
1981年（昭和56年）12月、西宮市在住の会社員が中心となって、大阪市堂島と岡山市京橋との間に25の中継点を設定し、旗振り通信が再現された。スモッグによる視界不良を原因とする中断を挟みつつ、約167kmを2時間17分かかって通信、10番目の中継点である明石市金ヶ崎山と終点の岡山市京橋との間では内容が正確に伝えられた。ちなみに、これに先立って同年8月に行われたテストは通信が途切れる、伝達すべき数字が大きく狂うといったトラブルが生じ、失敗に終わった。その後1984年（昭和59年）と1991年（平成3年）にテレビ番組が再現実験を行い、放映された。